# Каїнджі
Каї́нджі — водосховище в Західній Нігерії, на річці Нігер, створене шляхом будівництва греблі Каїнджі. Створено 1968 року. Навколо озера розташовується національний парк Озеро Каїнджі, створений 1976 року.

## Використання
Гребля Каїнджі на півдні штату Нігер виробляє електроенергію для більшості міст Нігерії. Будівництво цієї греблі тривало з 1964 по 1968 рік, і обійшлося в 209 мільйонів доларів, чверть з яких була використана для переселення місцевого населення. Гребля має 8 турбін, що виробляють разом 760 МВт електроенергії. Частина струму продається в Нігер.

## Охорона
Хоча область навколо озера має малозаселена, діяльність людини негативно впливає на національний парк Озеро Каїнджі. Головними загрозами є вирубування лісів, безконтрольний випас худоби та незаконне полювання, що особливо помітно в секторі Зугурма. У Каїнджі спостерігається зниження чисельності риби через надмірне рибальство. Для збереження рибних запасів впроваджено контроль над рибальством.